# Vice–presidente da Nigéria
O vice-presidente da Nigéria é o segundo-em-comando para Presidente da Nigéria no Governo. Oficialmente nomeado vice-presidente da República Federal da Nigéria. O vice-presidente é eleito junto com o presidente, em eleições nacionais. O atual vice-presidente é Kashim Shettima, desde 29 de maio de 2023.
Desde o dia 29 de Maio de 2007 o Vice-presidente terá o uso de Akinola Aguda House como sua residência oficial. Goodluck Jonathan foi eleito Vice-presidente da Nigéria no dia 21 de Abril de 2007 e esteve ao lado de Alhaji Umaru Musa Yar'Adua prestando juramento para um termo de quatro anos no Abuja Eagle Square no dia 29 de Maio de 2007.

## Galeria de vice–presidentes
| №                                | Retrato                        | Nome                                   | Mandato | Mandato | Partido                        | Eleição                        |
| 1.º Regime Militar (1966–1979)   | 1.º Regime Militar (1966–1979) | 1.º Regime Militar (1966–1979)         | 1.º Regime Militar (1966–1979)                                                                                          | 1.º Regime Militar (1966–1979)                                                                                          | 1.º Regime Militar (1966–1979) | 1.º Regime Militar (1966–1979) |
| -------------------------------- | ------------------------------ | -------------------------------------- | --- | --- | ------------------------------ | ------------------------------ |
| 1                                |                                | Babafemi Ogundipe (1924-1971)          | 16 de janeiro de 1966                                                                                                   | 29 de julho de 1966 (Deposto)                                                                                           | Militar                        | —                              |
| 2                                |                                | J. E. A. Wey (1918-1991)               | 29 de julho de 1966 | 29 de julho de 1975 (Deposto)                                                                                           | Militar                        | —                              |
| 3                                |                                | Olusegun Obasanjo (n.1937)             | 29 de julho de 1975 | 13 de fevereiro de 1976                                                                                                 | Militar                        | —                              |
| 4                                |                                | Shehu Musa Yar'Adua (1943-1997)        | 13 de fevereiro de 1976                                                                                                 | 30 de setembro de 1979                                                                                                  | Militar                        | —                              |
| Segunda República (1979–1983)    |                                |                                        | | |                                |                                |
| 5                                |                                | Alex Ifeanyichukwu Ekwueme (1925-2018) | 1 de outubro de 1979 | 30 de setembro de 1983                                                                                                  | NPN                            | 1979                           |
| 5                                | 1 de outubro de 1983           | Alex Ifeanyichukwu Ekwueme (1925-2018) | 31 de dezembro de 1983 (Deposto)                                                                                        | 1983 | NPN                            |                                |
| 2.º Regime Militar (1983–1993)   |                                |                                        | | |                                |                                |
| 6                                |                                | Tunde Idiagbon (1943-1999)             | 31 de dezembro de 1983                                                                                                  | 27 de agosto de 1985 (Deposto)                                                                                          | Militar                        | —                              |
| 7                                |                                | Ebitu Ukiwe (n.1940)                   | 27 de agosto de 1985 | 27 de outubro de 1996 (Renunciou)                                                                                       | Militar                        | —                              |
| 8                                |                                | Augustus Aikhomu (1939-2011)           | 27 de outubro de 1986                                                                                                   | 26 de agosto de 1993 (Renunciou)                                                                                        |                                |                                |
| Terceira República (1993)        |                                |                                        | | |                                |                                |
| –                                |                                | Baba Gana Kingibe (n.1945)             | Impedido de tomar posse diante do não reconhecimento de sua vitória eleitoral pelo governo militar de Ibrahim Babangida | Impedido de tomar posse diante do não reconhecimento de sua vitória eleitoral pelo governo militar de Ibrahim Babangida | SPD                            | 1993                           |
| 3.º Regime Militar (1993–1999)   |                                |                                        | | |                                |                                |
| 9                                |                                | Oladipo Diya (n.1944)                  | 17 de novembro de 1993                                                                                                  | 21 de dezembro de 1997 (Deposto e preso por participar de tentativa de golpe de Estado em 1997)                         | Militar                        | —                              |
| 10                               |                                | Mike Akhigbe (1946-2013)               | 21 de dezembro de 1997                                                                                                  | 28 de maio de 1999 | Militar                        | —                              |
| Quarta República (1999–presente) |                                |                                        | | |                                |                                |
| 11                               |                                | Atiku Abubakar (n.1946)                | 29 de maio de 1999 | 28 de maio de 2003 | PDP                            | 1999                           |
| 11                               | 29 de maio de 2003             | Atiku Abubakar (n.1946)                | 28 de maio de 2007 | 2003 | PDP                            |                                |
| 12                               |                                | Goodluck Jonathan (n.1957)             | 29 de maio de 2007 | 5 de maio de 2010 (Falecimento do titular no exercício do mandato)                                                      | PDP                            | 2007                           |
| 13                               |                                | Namadi Sambo (n.1954)                  | 5 de maio de 2010 | 28 de maio de 2015 | PDP                            | 2011                           |
| 14                               |                                | Yemi Osinbajo (n.1957)                 | 29 de maio de 2015 | 28 de maio de 2019 | APC                            | 2015                           |
| 14                               | 29 de maio de 2019             | Yemi Osinbajo (n.1957)                 | 29 de maio de 2023 | 2019 | APC                            |                                |
| 15                               |                                | Kashim Shettima (n.1966)               | 29 de maio de 2023 | presente | APC                            | 2023                           |